# Furze
Furze ist eine norwegische Black-Doom-Band aus Trondheim.

## Geschichte
Die Band wurde im November des Jahres 1992 unter dem Namen Cursed gegründet. Im Jahre 1996 hieß das Projekt dann kurzzeitig Woe J. Reaper, wurde aber schon 1997 wieder aufgelöst. Im Oktober 1998 wurde die Band dann unter ihrem heutigen Namen Furze von Woe J. Reaper neu gegründet. Zu dieser Zeit zog Reaper, wie er sich von nun an nannte, für dreieinhalb Jahre in einen einsamen Wald. Dies sollte nach eigenen Aussagen neue Inspirationen mit sich bringen.
In den späten 90er Jahren veröffentlichte Furze drei Demos und unterzeichnete schließlich einen Plattenvertrag bei der norwegischen Plattenfirma Apocalyptic Empire Records. Bei dieser wurden dann auch die ersten zwei Alben und EPs veröffentlicht. Nachdem der Chef von Apocalyptic Empire Records wegen eines Überfalls auf eine Postfiliale ins Gefängnis gesperrt worden war und sich das Label gegen eine Ausweitung des Vertriebsnetzes entschieden hatte, wechselte Furze zu Candlelight Records. Dort wurden unter anderem die ersten zwei Alben der Band wiederveröffentlicht.
Zwischenzeitlich war eine weitere Veröffentlichung mit dem Namen Baphomet Wade geplant. Diese wurde jedoch von Reaper verworfen.
Das dritte Album, von der Band als „Split-Album mit sich selbst“ bezeichnet, wurde 2007 veröffentlicht. Bei zwei Liedern dieser Veröffentlichung spielte Kjetil-Vidar „Frost“ Haraldstad (Satyricon, 1349) Schlagzeug. Eine 2007 neu gemasterte Version des 1999 auf dem Demo Trident Black Metal Feast veröffentlichten Titels Baphomet Wade erschien 2008 auf der Kompilation The Wine of Satan: Volume II des Labels Necroterror Records.

## Stil und Ideologie
Die Musik von Furze ist unter anderem von Black Sabbaths ersten sechs Alben, Hellhammer, frühen wie späten Thorns-Aufnahmen, Monumentum, Destruction, Morbid Angel (hauptsächlich den Frühwerken), einzelnen 1970er-Jahre-Alben und -Liedern von King Crimson, Possessed, den ersten sechs Bathory-Alben, Slayer, den ersten beiden Candlemass-Alben, Darkthrone (hauptsächlich den Peaceville-Veröffentlichungen), Vulcano, Celtic Frost und Mayhem beeinflusst. Sie weist Doom-Metal-Riffs auf und weicht vom traditionellen nordischen Black Metal ab, wird von Woe J. Reaper allerdings durchaus dem Black Metal zugeordnet. Außerdem verbinden sich bei Furze Klassik- und Jazz-Einflüsse mit solchen aus dem Black Metal.
Die Texte sind kryptisch und untypisch geschrieben, sodass sich aus ihnen nicht eindeutig eine Ideologie ergibt. Woe J. Reaper verwendet mit „Zaredoo“ eine eigene Wortschöpfung, die er als eine Art Kalkulation erklärt. Woe J. Reaper bekundete aber ein Interesse am Satanismus, wobei er betonte, kein Anhänger Anton Szandor LaVeys zu sein. Außerdem betonte er, die Musik sei Black Metal, hätte aber keiner sein können, wenn es nur um den Todesaspekt ginge.

## Name
Der Name ist die englische Bezeichnung für die Stechginster-Pflanze. Deren Früchte und Zweige sind für den Menschen überaus giftig. Woe J. Reaper hat sich in vielen Interviews zu dem Namen geäußert, für ihn stellt die Pflanze im übertragenen Sinne eine todbringende Sense dar. Sie stehe außerdem für Qualität, da eine weitere Übersetzung des Wortes ‚Goldener Dorn‘ bedeutet. Gegenüber dem französischen Metalchroniques-Webzine bezeichnete er Furze als Namen der Klinge der Sense des Sensenmannes. Dieser habe einen mikrokosmischen, einen halb-ewigen und einen ewigen Aspekt, und die Band kombiniere den ersten und dritten Aspekt, also die sterbliche Person und das ihr Externe.

## Diskografie

### Demos
- 1998: Necromanzee
- 1998: Zaredoo
- 1999: Trident Black Metal Feast
- 2000: Leizla
- 2001: Necrosaint Black Metal Progressor
- 2005: The Wild Black Henbane

### Alben
- 2000: Trident Autocrat (A.E.R.), Wiederveröffentlichung 2006 bei Candlelight Records
- 2003: Necromanzee Cogent (A.E.R.), Wiederveröffentlichung 2006 bei Candlelight Records
- 2007: UTD – Beneath the Odd-Edge Sounds to the Twilight Contract of the Black Fascist / The Wealth of the Penetration in the Abstract Paradigmas of Satan (Candlelight Records)
- 2010: Reaper Subconscious Guide (Agonia Records)
- 2012: Psych Minus Space Control (Fysisk Format)

### Singles
- 2000: First Feast for Freedom (EP) (A.E.R.)
- 2004: Furze (EP) (A.E.R.)

### Samplerbeiträge
- 2008: Baphomet Wade auf The Wine of Satan: Volume II (Necroterror Records)